# Orthocaulis quadrilobus
Orthocaulis quadrilobus là một loài rêu trong họ Anastrophyllaceae. Loài này được Lindb. H. Buch mô tả khoa học đầu tiên..